# Macedonia (Provinz)

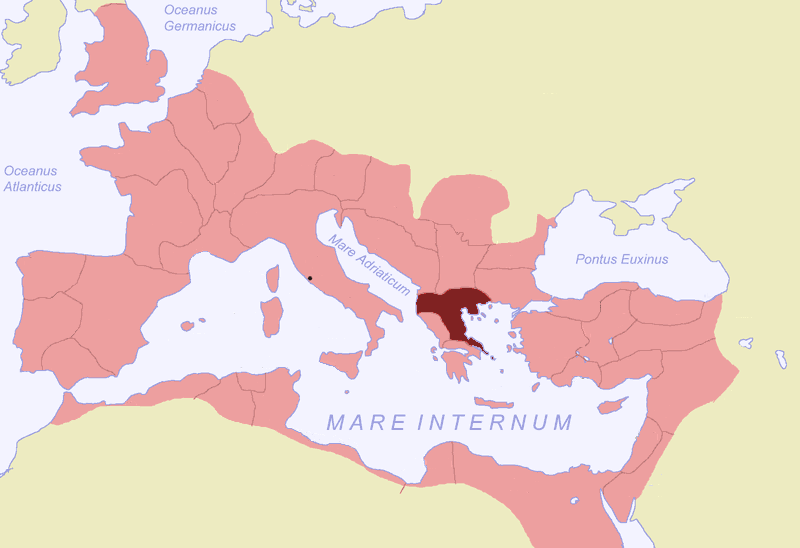
Provinz Macedonia im Römischen Reich im Jahr 116

Macedonia (lateinisch) war eine Provinz des Römischen Reiches.

## Geschichte
Das Königreich Makedonien war infolge dreier Makedonisch-Römischer Kriege immer mehr zusammengeschrumpft. 168 v. Chr. erzwang Rom das Ende des makedonischen Königtums und die Aufteilung des Landes in vier selbstständige Gebiete (Amphipolis, Thessalonike, Pella und Herakleia Lynkestis). Verwaltet wurden sie von jährlich zu wählenden Beamten, denen jeglicher Kontakt untereinander untersagt war.
Der Aufstand des Andriskos, der sich als Sohn des Perseus ausgab, des von den Römern besiegten und gefangen genommenen Makedonenkönigs, brachte die Römer dazu, der makedonischen Selbstständigkeit ein Ende zu bereiten. 146 v. Chr. wurden die makedonischen Gebiete durch Quintus Caecilius Metellus Macedonicus zusammen mit Epirus und Teilen Illyriens als Provinz Macedonia in das Römische Reich eingegliedert, das nun auch im östlichen Mittelmeerraum zur führenden Macht aufgestiegen war. Der erste Prokonsul dieser Provinz war Gnaeus Egnatius. Nach der Zerstörung von Korinth 146 v. Chr. übte der Statthalter von Macedonia auch eine indirekte Herrschaft über Griechenland aus. Die den Peloponnes, Attika und Teile von Epirus umfassende senatorische Provinz Achaea mit der Hauptstadt Korinth wurde erst 27 v. Chr. gebildet.
Mit der Reichsreform des Diokletian zu Beginn der Spätantike entstand die Dioecesis Macedoniae, die unter anderem die neu gegründeten Provinzen Macedonia prima und Macedonia salutaris umfasste.
Bei der faktischen Reichsteilung im Jahre 395 fielen Makedonien, Thrakien, Achaea und Epirus an das Oströmische Reich, das kulturell und sprachlich griechisch geprägt war.